# Nilea insidiosa
Nilea insidiosa är en tvåvingeart som först beskrevs av Robineau-desvoidy 1863.  Nilea insidiosa ingår i släktet Nilea och familjen parasitflugor. Inga underarter finns listade i Catalogue of Life.